# When Lightning Strikes
Pour plus de détails, voir Fiche technique et Distribution.
When Lightning Strikes (littéralement : Quand la foudre frappe) est un film américain réalisé par Burton L. King et Harry Revier, sorti en 1934.

## Fiche technique
- Titre : When Lightning Strikes
- Réalisation : Burton L. King, Harry Revier
- Assistant-réalisateur : Bartlett A. Carre
- Scénario : George Morgan
- Photographie :  Edward A. Kull
- Montage :  Fred Bain
- Musique :  Lee Zahler
- Script : J.P. McGowan
- Cascades : Dick Botiller (non crédité)
- Producteur : Burton L. King
- Société de production : Regal Productions
- Sociétés de distribution : William Steiner (États-Unis), Canadian Photoplays Ltd. (Canada), J.H. Hoffberg Company (Amérique latine), Equity British Films (Royaume-Uni)
- Pays de production :  États-Unis
- Langue : Anglais
- Métrage : 1 555 m
- Format : Noir et blanc — 35 mm — 1,37:1 — Son : Mono
- Genre : Film d'aventure, Film policier, Film d'action, Western
- Durée : 55 minutes
- Dates de sortie : 
  - États-Unis : 18 décembre 1934
  - Royaume-Uni : 8 juillet 1936
  - Danemark : 17 octobre 1940

## Distribution
- Lightning : le chien
- Francis X. Bushman Jr. : Matt Caldwell
- Alice Dahl : Helen Stevens
- J.P. McGowan : Lafe Broderick
- Tom London : Wolf
- Blackie Whiteford : Hunky
- William Desmond : Marshal Jack Stevens
- Marin Sais : Mrs. Stevens
- Murdock MacQuarrie : Jim Caldwell